# NGC 83
NGC 83 је елиптична галаксија у сазвежђу Андромеда која се налази на NGC листи објеката дубоког неба.
Деклинација објекта је + 22° 26' 3" а ректасцензија 0h 21m 22,6s. Привидна величина (магнитуда) објекта NGC 83 износи 12,6 а фотографска магнитуда 13,6. Налази се на удаљености од 94,398 милиона парсека од Сунца. NGC 83 је још познат и под ознакама UGC 206, MCG 4-2-5, CGCG 479-8, PGC 1371.